# Tyrolean Airways

Ehemaliges Logo

Die Tyrolean Airways Tiroler Luftfahrt GmbH, die bis zum 1. Juli 2012 unter dem Markennamen Austrian arrows auftrat, war eine österreichische Fluggesellschaft mit Sitz in Innsbruck und Basis auf dem Flughafen Wien-Schwechat. Sie war zuletzt eine hundertprozentige Tochtergesellschaft der Austrian Airlines und damit Teil der Lufthansa Group. Ab dem 1. Juli 2012 führte Tyrolean den gesamten Flugbetrieb der Austrian Airlines unter der Marke Austrian durch. Mit Wirkung vom 1. April 2015 wurde das Unternehmen Tyrolean Airways mit Austrian Airlines fusioniert. Flugbetrieb und Mitarbeiter sind dabei wieder auf Austrian Airlines übergegangen.

## Geschichte

### Gründung und erste Jahre
Im Jahr 1978 kauften Gernot Langes-Swarovski und Christian Schwemberger-Swarovski die von Anneliese Schuh-Proxauf und ihrem Mann Max Schuh geführte „Aircraft Innsbruck“ auf und nannten sie 1979 in Tyrolean Airways um. Am 1. April 1980 wurden die ersten Linienflüge mit einer 50-sitzigen DHC-7 von Innsbruck nach Wien und Zürich aufgenommen. Im Jahr 1981 schloss man sich dem Reservierungssystem der Austrian an, bei dem erstmals Flüge von der ganzen Welt aus buchbar waren.
Die erste 37-sitzige De Havilland DHC-8-100 wurde am 3. Mai 1985 eingeflottet. Im Jahr 1988 wurde Tyrolean in eine Aktiengesellschaft umgewandelt, wobei 92 % weiterhin von Gernot Langes-Swarovski gehalten wurden. Zwischen 1987 und 1993 erweitert Tyrolean ihr Flugangebot auf alle österreichischen Bundesländer.
Von Mitte der 1980er bis Ende der 1990er Jahre flog Tyrolean mit einer viermotorigen de Havilland Canada DHC-7 im Liniendienst den französischen Flugplatz Courchevel an, einen der anspruchsvollsten und gefährlichsten Flugplätze der Welt.

### Die 1990er-Jahre
Austrian Airlines beteiligte sich 1994 mit 42,85 % an Tyrolean und gaben die eigene Regionaltochter Austrian Air Service (AAS) auf, welche per Betriebsübergang in Tyrolean integriert wurde. Die verbleibenden Anteile wurden von der Gernot Langes-Swarovski AG (42,85 %) und der Leipnik-Lundenburger Industrie AG (14,3 %) gehalten. Die Bundesländer-Stationen der Austrian wurden ebenfalls Zug um Zug an Tyrolean übergeben. Das erste Strahlflugzeug gelangte in Form einer Fokker 70 am 13. Juni 1995 zur Flotte, 1996 folgten Bombardier CRJ. Im Jahr 1998 hatte Tyrolean eine Flotte von 31 Flugzeugen.
Im März 1998 hielten Austrian Airlines 100 % des Aktienkapitals der Tyrolean Airways. Damit war Tyrolean Airways vollständig übernommen und eine 100-Prozent-Tochter von Austrian Airlines. Es folgte eine Zeit intensiven Wachstums: Die Flotte wurde rasch erweitert und insgesamt fast verdoppelt.

### Entwicklung seit 2000

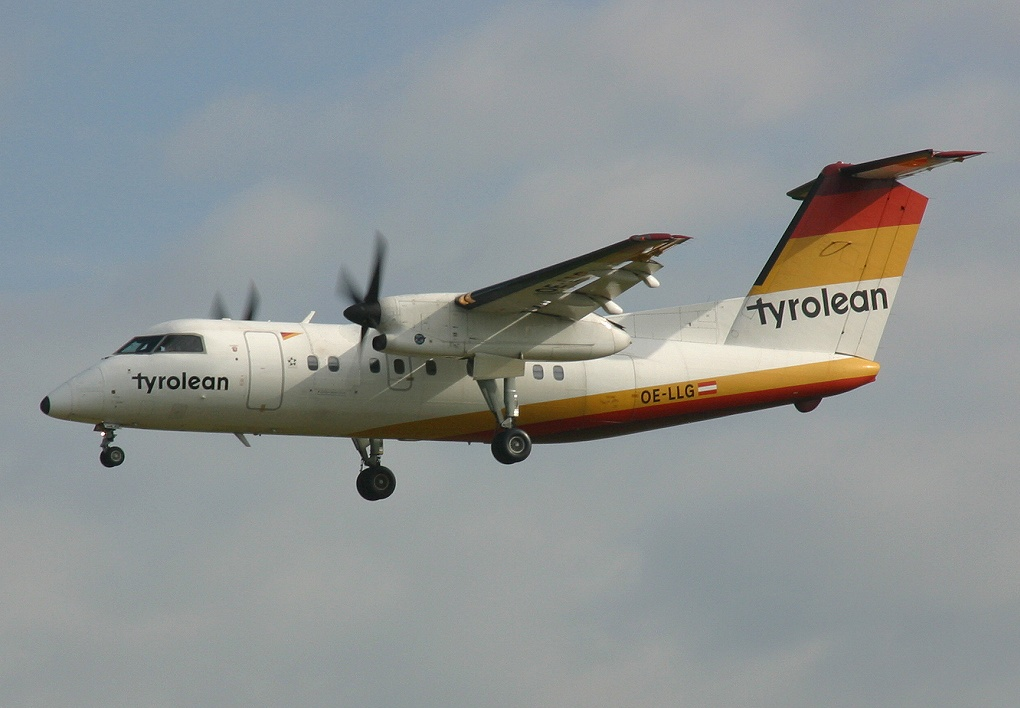
Eine De Havilland DHC-8-100 der Tyrolean Airways

Im Jahr 2000 wurden die ersten De Havilland DHC-8-400 in Betrieb genommen. Fritz Feitl verließ als Vorstand das Unternehmen und übergab die Firmenleitung per 1. Jänner 2001 an Josef Burger und Johann Messner. Fünf Monate später wurde Tyrolean Airways im Zuge des Stammhauskonzeptes in eine GmbH gewandelt. Josef Burger wechselte als CCO in den Vorstand der Austrian Airlines und schied aus dieser Funktion im Jahr 2007 aus.
Das Stammhauskonzept wurde 2002 wieder verworfen und durch das Production Company Concept ersetzt. Das bedeutet, dass die Fluggesellschaft mit ihrem autonomen Flugbetrieb nur im Auftrag der Austrian Airlines Group flog. Im Flugbetrieb erfolgten Personalplanung und -führung, Selektion und Ausbildung eigenständig, die Kriterien deckten sich nicht komplett mit jenen der Konzernmutter. Die absolute Mehrzahl aller anderen Funktionen – insbesondere kommerzielle Unternehmensfunktionen wie etwa Marketing, Verkauf, Netzwerkplanung, Flugzeugeinkauf, Kerosineinkauf und viele mehr – wurden von der Konzernzentrale in Wien übernommen. Im Sommer 2002 legte der Vorstand der Austrian Airlines Group im Rahmen einer neuen Markenstrategie weiters fest, die Fluggesellschaft Tyrolean näher an den Konzern heranzuführen und die Flüge künftig nicht mehr unter der Marke Tyrolean zu vermarkten. Ab diesem Zeitpunkt wurden sie als Austrian arrows näher an die Muttermarke gebunden. Der rechtlich relevante Firmenwortlaut Tyrolean Airways Tiroler Luftfahrt GmbH wurde jedoch beibehalten. Am 1. Oktober 2002 wurde die Rheintalflug in Tyrolean Airways integriert.
Als eine der ersten Regionalfluggesellschaften weltweit erhielt Tyrolean Airways im Jahr 2005 durch die IATA das IOSA-Zertifikat.
Austrian arrows profitierte in den folgenden Jahren überproportional von der starken Expansion der Austrian Airlines Group im Regionalflug-Segment. Die Flottenabgänge bei Austrian Airlines wurden nicht im Austrian-Flugbetrieb kompensiert, sondern beispielsweise durch Einflottung der Fokker 100 bei Tyrolean. Die Austrian arrows-Flotte erreichte mit 59 Flugzeugen im Jahr 2008 ihren Höchststand.
Im April 2006 beschäftigte Tyrolean etwa 1600 Mitarbeiter. Am 30. Juni 2006 trat der damalige Geschäftsführer Johann Messner in den Ruhestand. Zu seinem Nachfolger wurde Manfred Helldoppler bestellt. Die letzten drei Fokker 70 von Austrian Airlines wurden bis April 2007 zu Tyrolean Airways verschoben. Mitte 2007 erhielt Tyrolean Airways eine eigene Webpräsenz.

### Betriebsübergänge und die Folgen

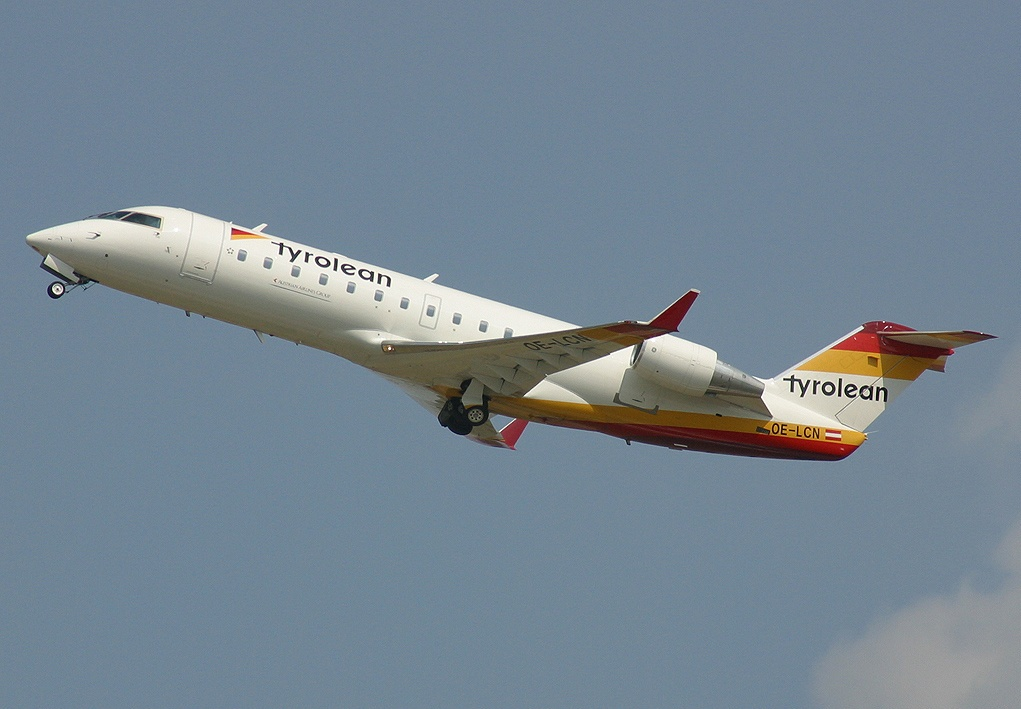
Ein Bombardier CRJ200 der Tyrolean Airways

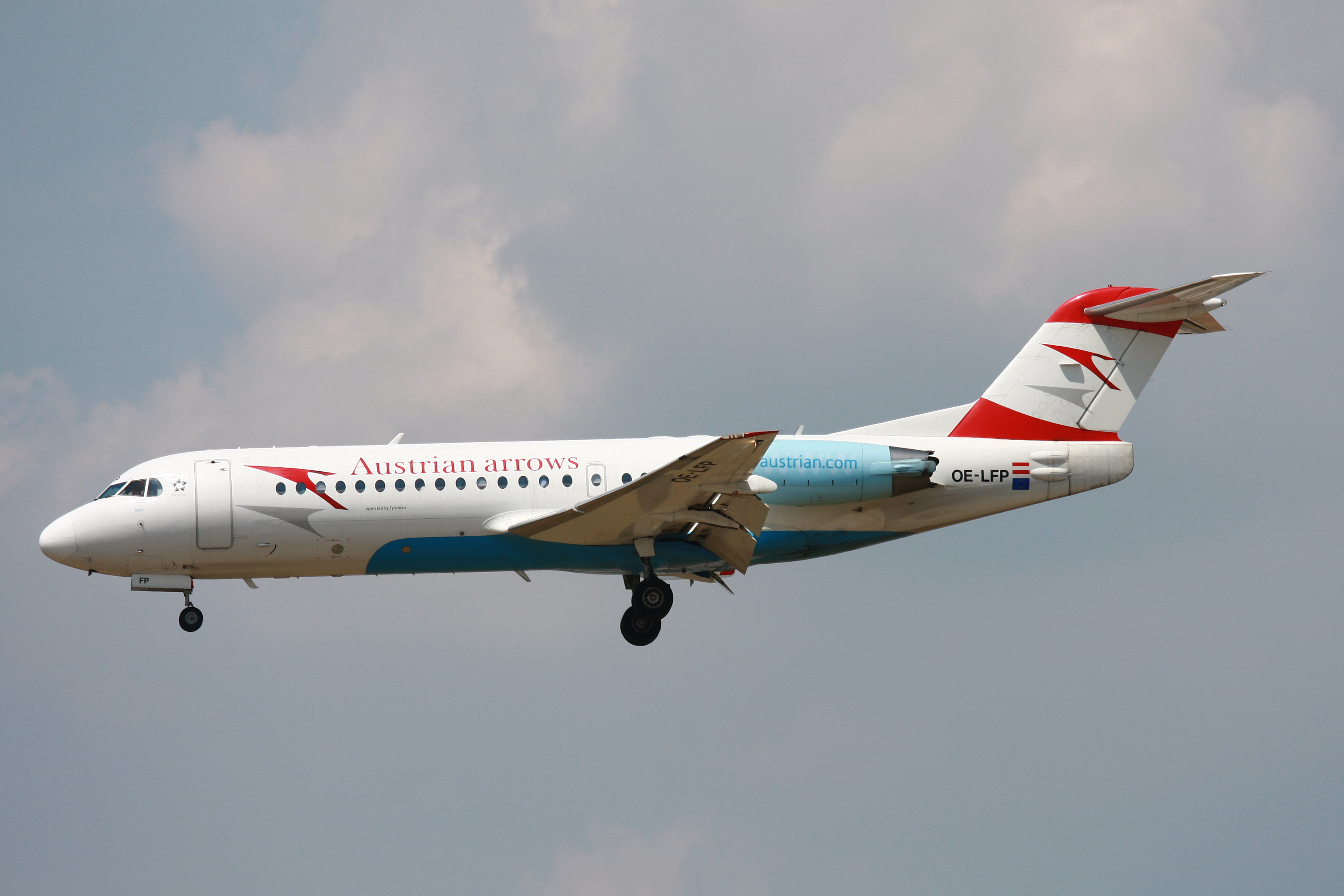
Der Zusatz arrows – hier auf einer Fokker 70 – wurde aufgegeben

Am 30. April 2012 wurde bekanntgegeben, dass Tyrolean Airways mit 1. Juli 2012 den gesamten Flugbetrieb der Austrian Airlines Group übernimmt. Im Zuge dessen wurde auch der Zusatz „arrows“ aufgegeben. Die gesamte Flugzeugflotte und der Personalstand (rund 460 Piloten und 1500 Flugbegleiter) der Austrian Airlines wechselte an diesem Tag innerhalb des Konzerns den Betreiber beziehungsweise den Arbeitgeber. Alle Flüge der Austrian Airlines wurden danach mit dem Zusatz „operated by Tyrolean“, jedoch weiterhin unter OS-Flugnummern geführt. Wie am 8. Oktober 2014 bekanntgegeben wurde, wurde – nach einer Einigung auf einen neuen Kollektivvertrag – der gesamte Flugbetrieb (Flugzeugflotte und Personal) ab 1. April 2015 jedoch wieder zurück auf Austrian Airlines übertragen, wodurch der Zusatz „operated by Tyrolean“ komplett verschwand. Hintergrund waren massive Proteste und Klagen gegen den erfolgten Betriebsübergang seitens der Belegschaft. Der Übergang war zuvor von österreichischen Gerichten in zwei Instanzen für nichtig erklärt worden. Im September 2014 stellte zudem auch der EuGH fest, dass der alte Kollektivvertrag für das fliegende Personal bis zum Inkrafttreten eines neuen Vertrages nachwirke, was wiederum Nachzahlungen in Millionenhöhe zur Folge hätte. Die finale Entscheidung in der Causa liegt allerdings beim OGH. Am 31. Oktober 2014 wurde schließlich der neue und fertig textierte Kollektivvertrag von Gewerkschaft und Wirtschaftskammer unterschrieben. Er gilt seit 1. Dezember 2014 für alle Bord-Mitarbeiter.

### Fusionierung mit Austrian Airlines

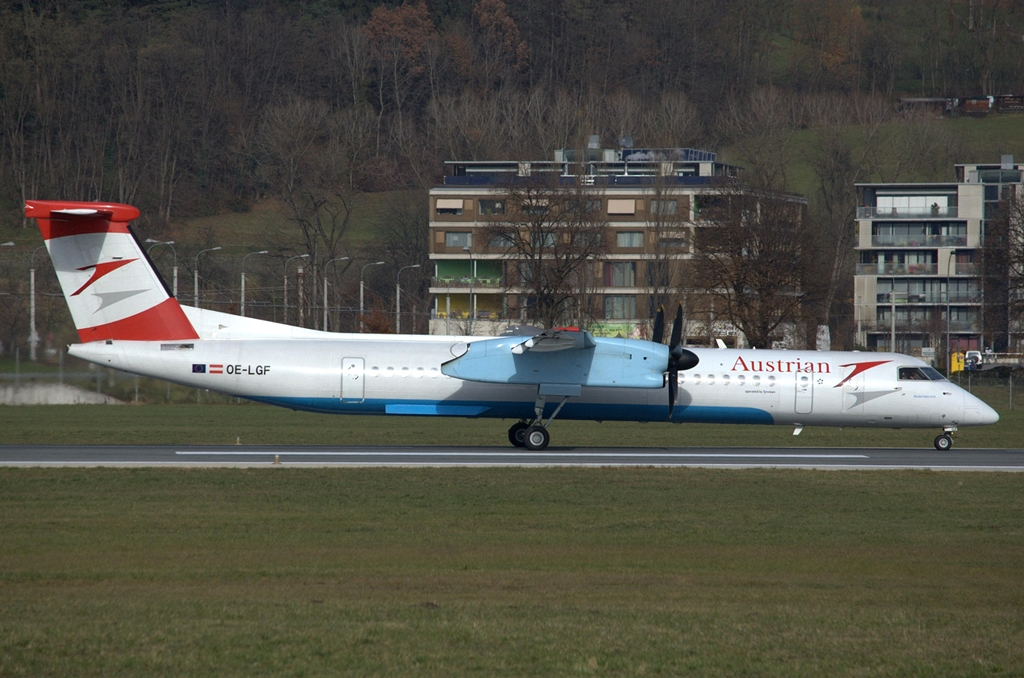
Die Maschinen – hier eine DHC-8-400 – tragen nun nur noch den Schriftzug Austrian

Die Auswirkungen der Entscheidung auf das Unternehmen Tyrolean Airways waren zu dem Zeitpunkt jedoch noch nicht geklärt. Bereits im März 2014 sprach Geschäftsführer Klaus Froese von der Möglichkeit das Unternehmen gänzlich aufzulösen. Im Oktober 2014 wurde von der Möglichkeit berichtet, den bestehenden Innsbrucker Technik-Standort in Austrian zu integrieren, sodass sich letztlich nur der Name ändere. Austrian CEO Jaan Albrecht betonte aber stets am Standort Innsbruck festhalten zu wollen.
Am 5. Dezember 2014 wurde bekanntgegeben, dass mit dem erneuten Betriebsübergang am 1. April 2015 zugleich auch die Gesellschaften Tyrolean Airways und Austrian Airlines unter der Marke Austrian Airlines fusionieren. Ab diesem Zeitpunkt wurden also nicht nur das fliegende Personal, sondern auch die Stationsmitarbeiter in den Bundesländern und weitere Angestellte im Bereich der Flugbetriebsadministration bei Austrian Airlines beschäftigt.
Eine Ausnahme stellte allerdings der von der Gesellschaft unterhaltene Wartungsbetrieb Tyrolean Technik am Flughafen Innsbruck dar. Da dieser eine weltweit anerkannte führende Position bei Betrieb und Wartung von Turboprop-Flugzeugen – insbesondere bei dem Typ DHC-8 – hat, wurde der Standort bereits am 1. März 2015 in die separate Tochterfirma Tyrolean Airways Luftfahrzeuge Technik GmbH ausgegliedert. 120 Mitarbeiter sind dort beschäftigt. Dadurch soll die bereits etablierte Marke geschützt werden.

## Flugziele
Bis zum 1. Juli 2012 flog Tyrolean Airways unter dem Markennamen Austrian arrows im Streckennetz der Austrian Airlines zahlreiche Ziele innerhalb Österreichs und Europas an. Von 1. Juli 2012 an übernahm die Fluggesellschaft weitere Ziele der Austrian Airlines, der Name wurde auf Austrian verkürzt verwendet.

## Flotte

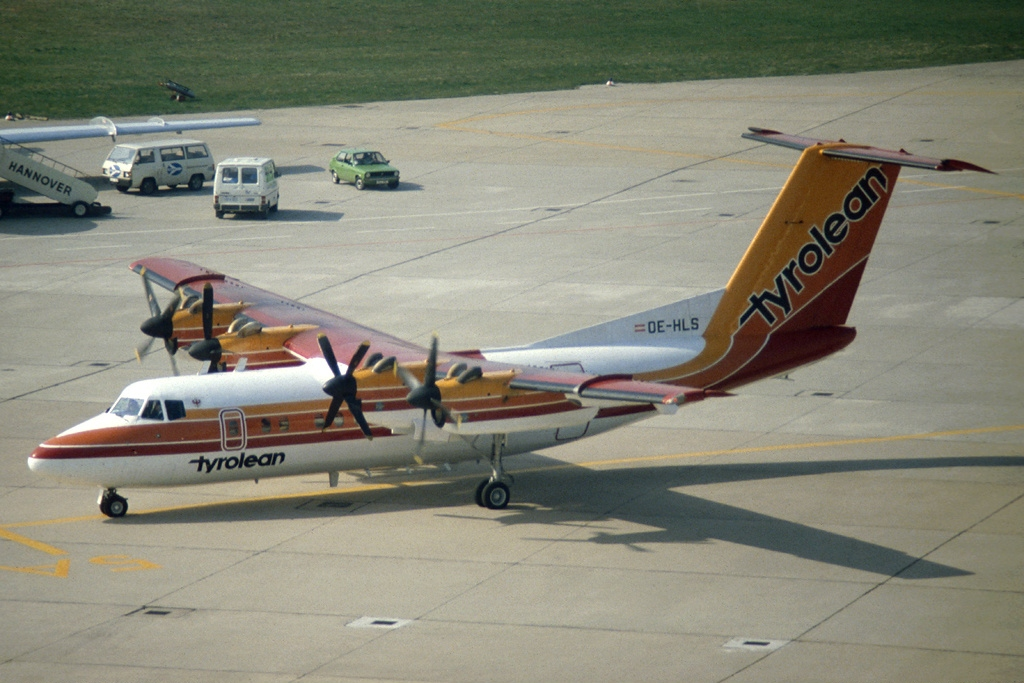
De Havilland Canada DHC-7 der Tyrolean Airways in der bis 1985 verwendeten Bemalung

### Flotte bei Betriebseinstellung
Vor dem Betriebsübergang bestand die Flotte der Tyrolean Airways, mit Stand Oktober 2011, aus 38 Flugzeugen mit einem Durchschnittsalter von 13,7 Jahren. Mit dem 1. Juli 2012 kamen 38 Flugzeuge von Austrian Airlines zur Flotte hinzu, lediglich eine Boeing 777 (OE-LPB) verblieb aus verkehrsrechtlichen Gründen bei Austrian Airlines.

### Zuvor eingesetzte Flugzeuge
Vor der Übernahme durch Austrian wurden zusätzlich zu den dort genannten Typen folgende betrieben:
- De Havilland DHC-7
- De Havilland DHC-8-103/6

## Trivia
Der Apnoetaucher Herbert Nitsch sowie die ehemaligen Skispringer Armin Kogler und Hubert Neuper waren bei Tyrolean Airways als Berufspiloten angestellt.